# Lazy Afternoon
Lazy Afternoon è un album in studio della cantante statunitense Barbra Streisand pubblicato nel 1975.

## Tracce
Side 1
1. Lazy Afternoon (John La Touche, Jerome Moross) – 3:49
2. My Father's Song (Rupert Holmes) – 3:52
3. By the Way (Holmes, Barbra Streisand) – 2:55
4. Shake Me, Wake Me (When It's Over) (Brian Holland, Eddie Holland, Lamont Dozier) – 2:55
5. I Never Had It So Good (Roger Nichols, Paul Williams) – 3:35

Side 2
1. Letters That Cross in the Mail (Holmes) – 3:46
2. You and I (Stevie Wonder) – 4:16
3. Moanin' Low (Howard Dietz, Ralph Rainger) – 4:25
4. A Child Is Born (Alan Bergman, Marilyn Bergman, Dave Grusin) – 2:48
5. Widescreen (Holmes) – 3:59